# 藻德济
藻德济（法語：Dzaoudzi，法語發音：[dzaudzi]）是法国海外省马约特的一个市镇，是马约特主要城市之一。1977年以前，藻德济曾是马约特岛的行政首府。

## 地理
藻德济（12°47'18"S, 45°16'21"E）面积7.87 平方千米，位于法国海外省马约特东侧的珀蒂特特尔岛。
与藻德济接壤的市镇（或旧市镇、城区）包括：帕芒济、马穆楚。
藻德济的时区为UTC+03:00。

## 行政
藻德济的邮政编码为97615，INSEE市镇编码为97608。

## 政治
藻德济所属的省级选区为藻德济县，同时藻德济也是该县的中央投票站所在地。

## 交通
藻德济市郊有机场和港口，是印度洋上主要的航空、航海补给站之一。

## 人口
藻德济于2017时的人口数量为17831人。